# إيما نوتال
إيما نوتال (بالإنجليزية: Emma Nuttall) هي منافسة ألعاب القوى بريطانية، ولدت في 23 أبريل 1992 في إدنبرة في المملكة المتحدة.

## وصلات خارجية
- إيما نوتال على موقع الاتحاد الدولي لألعاب القوى (الإنجليزية)
- إيما نوتال على موقع اتحاد ألعاب الكومنولث (مؤرشف) (الإنجليزية)